# Herbert (Saskatchewan)
Pour les articles homonymes, voir Herbert.
Herbert est une ville de la Saskatchewan au Canada.

## Géographie
La localité de Herbert est située dans le sud de la province de Saskatchewan, à 48 km à l'est de la ville de Swift Current et à 197 km à l'ouest de Regina.

## Démographie
| 2016 | 2021 |
| ---- | ---- |
| 856  | 770  |